# Глупая для других, умная для себя
«Глупая для других, умная для себя» (в других русских переводах — «Пастушка-герцогиня», «Дура для других, умная для себя»; исп. La boba para los otros y discreta para sí) — комедия испанского драматурга Лопе де Веги, впервые опубликованная в 1635 году в «XXI части комедий Лопе де Веги». Время её написания неизвестно.
Действие пьесы происходит в Урбино. За герцогскую власть здесь борются самозванка Теодора и законная наследница Диана, которые воплощают собой два разных типа правителя.